# Anna Dalassene
Anna Dalassene (ca. 1025 - Constantinopel, 1 november ca. 1101) was een machtige Byzantijnse edelvrouw die een belangrijke rol speelde in de politiek aan het Byzantijnse hof.

## Huwelijk
Anna was dochter van Alexios Charon, de Byzantijnse gouverneur in Italië, en een vrouw uit het geslacht Dalassenos. De familie van haar moeder was afkomstig uit Dalasa-Teresh aan de Eufraat. Een aantal leden van de familie spelen ca. 1000 een belangrijke rol in het leger en in het bestuur, maar er is geen duidelijke verwantschap met Anna bekend. Over de familie van haar vader is helemaal geen informatie bekend. Het feit dat Adriana altijd de naam Dalassene is blijven gebruiken, is een aanwijzing dat die familie meer status had dan die van haar vader of die van haar man.
Rond 1042 trouwde ze met Johannes Komnenos, de broer van de generaal Isaäk I Komnenos. Hun vader was Manuel Erotikos Komnenos, een eenvoudige soldaat die uiteindelijk opperbevelhebber in het oosten werd. Toen Isaäk in 1057 door een opstand keizer werd, verwierf Johannes de titels van kouropalates en domestikos ton scholon (opperbevelhebber) van de westelijke troepen. Anna gebruikte de vrouwelijke vorm van deze titels in haar correspondentie. Isaäk werd ernstig ziek en wilde afstand doen ten gunste van Johannes maar die weigerde de troon. Anna wilde wel dat Johannes keizer werd maar moest zich uiteindelijk bij zijn beslissing neerleggen. Isaäk deed met kerst 1059 afstand en Johannes werd monnik in het klooster van Christus Philantropos in Constantinopel.

## Matriarch
Isaäk werd opgevolgd door Constantijn X Doukas. Daardoor kreeg Anna een haat voor de familie Doukas en werkte ze voortdurend aan plannen om een van haar zoons op de troon te plaatsen. Na de dood van Constantijn in 1067, steunde ze zijn weduwe die tegen de zin van de Doukas familie trouwde met Romanos IV Diogenes. Anna stimuleerde haar zoons om dienst te nemen in het leger van Romanos. Haar oudste zoon Manuel werd benoemd tot kouropalates en domestikos autokrator (opperbevelhebber) in Anatolië. Hij sneuvelde echter in 1071. Na de verloren Slag bij Manzikert verloor Romanos de troon en werd opgevolgd door Michaël VII Doukas. Anna werd ervan beschuldigd dat ze met Romanos samenzwoer om Michaël ten val te brengen en in 1072 werd ze verbannen naar Büyükada. Desondanks verloor Michaël de macht al snel en kon Anna in 1073 terugkeren naar Constantinopel.
Maria, weduwe van Michaël VII, trouwde met de volgende keizer Nikephoros III Botaneiates. Het paar was het echter niet eens over de opvolging. Maria wilde dat haar zoon Constantijn Nikephoros zou opvolgen, maar Nikephoros gaf de voorkeur aan zijn eigen zoons. Anna stimuleerde de vriendschap van haar zoons met Constantijn Doukas. Anna's tweede zoon Isaäk trouwde met een nicht van Maria. Maria adopteerde Anna's derde zoon Alexios I Komnenos. Isaäk en Alexios legden een eed af om de troonaanspraken van Constantijn te steunen.
In 1081 vertrokken Isaäk en Alexios in het geheim uit Constantinopel om een opstand voor te bereiden. Anna leidde de aandacht af door met haar hele familie toevlucht te zoeken in Hagia Sophia en met veel spektakel de keizer te beschuldigen dat hij haar familie wilde vermoorden. Ook vertelde ze dat Isaäk en Alexios daarom uit de stad waren gevlucht. Uiteindelijk kon Nikephoros alleen maar een einde maken aan deze vertoning door publiekelijk te zweren dat hij Anna en haar familie geen kwaad zou berokkenen. Anna en haar groep namen hun intrek in het klooster van Petrion. Daar werden ze weliswaar bewaakt maar ze hadden vrij contact met de buitenwereld. Gevolg van deze vertoning was dat Isaäk en Alexios de gelegenheid hadden gekregen om ongezien de stad te verlaten en dat hun afwezigheid geen argwaan wekte.
Isaäk en Alexios trokken in 1081 met hun leger Constantinopel binnen. Ondanks eerdere beloftes werd Alexios tot keizer gekroond. Anna probeerde te voorkomen dat zijn vrouw tot keizerin werd gekroond, en probeerde zichzelf en Maria tot "moeder en partner van de keizer" te laten benoemen. Dit ging niet door en Irene werd een week na haar man alsnog gekroond. Ter compensatie werd een gunsteling van Anna tot patriarch van Constantinopel benoemd.

## Moeder van de keizer
Anna speelde een belangrijke rol in het bestuur van Alexios. Hierdoor was ze voortdurend in conflict met haar schoondochter. Alexios had de hulp van zijn moeder in de eerste jaren van zijn regering hard nodig, omdat hij toen veel op veldtocht was. Maar daarna begon hij zich steeds meer te ergeren aan de macht van zijn moeder, hoewel ze een bekwaam bestuurder was. Anna verzorgde ook de opvoeding van het oudste kind van Alexios en Irene, Anna Komnene.
Het is bekend dat toen de troepen van de Eerste Kruistocht Constantinopel bezochten, Anna nog grote invloed had. Niet lang daarna moet ze zich hebben teruggetrokken in het klooster van Christus Pantepoptes (de Alziende Christus), op een heuveltop in Constantinopel. Tegenwoordig is dit de Eski Imaret moskee.

## Kinderen
Anna en Johannes kregen de volgende kinderen:
- Manuel, gesneuveld 1071, bekleedde hoge posities aan het hof en in het leger. Gehuwd met een verwante van Romanos IV, ze kregen een dochter die trouwde met een kleinzoon van Nikephoros III.
- Maria (geb. ca. 1045), getrouwd met Michael Taronites, ze kregen minstens een dochter en twee zoons. Later non in het klooster van Christus Pantepoptes.
- Isaäk (ca. 1047 - ca. 1103), gehuwd (ca. 1072) met Irene (ovl. ca. 1105) - een verwante van keizerin Maria. Ze kregen tien kinderen. Hun oudste dochter trouwde met de zoon van Constantijn Doukas. Hertog van Antiochië tot 1078, gouverneur van Constantinopel (ca. 1081). Zijn broer Alexios creëerde voor hem de titel sebastokrator (verheven heerser), de hoogste titel na de keizer die ook het recht gaf om een kroon te dragen. Isaäk werd uiteindelijk monnik onder de naam Johannes.
- Eudokia (geb. ca. 1050), gehuwd met Nikeforos Melissenos. Ze kregen ten minste een zoon. Nikeforos riep zichzelf in 1080 uit tot keizer met steun van sultan Suleiman ibn Qutulmish. Toen Isaäk en Alexios in opstand kwamen, sloot hij zich bij hen aan. Uiteindelijk werd hij gouverneur van Thessaloniki (stad).
- Theodora (ca. 1053 - na 1094). Getrouwd met Konstantinos Diogenes, zoon van Romanos IV. Ze kregen een dochter Anna, die trouwde met Uroš I. Konstantinos sneuvelde ca. 1074 bij Antiochië. Theodora ontmaskerde een bedrieger die zich uitgaf voor haar gesneuvelde echtgenoot. Later werd ze non onder de naam Xenia.
- Alexios I Komnenos.
- Adrianos (ca. 1060 - 19 april 1105), gehuwd met Zoe Doukaina, dochter van Constantijn X Doukas en zijn tweede vrouw Eudokia Makrembolitissa. Ze kregen vermoedelijk een zoon. Legeraanvoerder tegen de Normandiërs. Later monnik onder de naam Johannes.
- Nikeforos (ca. 1062 - na 1120), vlootcommandant, gehuwd met een verwante van Zoe Doukaina. Ze kregen een zoon.